# Villaescusa de Haro
Villaescusa de Haro es un municipio y localidad española de la provincia de Cuenca, en la comunidad autónoma de Castilla-La Mancha, que dista 90 km de Cuenca, donde los límites de La Mancha y de la Serranía se difuminan en un paisaje alternante.

## Geografía
Integrado en la comarca de La Mancha Conquense, se sitúa a 90 kilómetros de la capital provincial. El término municipal está atravesado por la carretera N-420 entre los pK 344 y 356, además de por la carretera autonómica CM-3009, que permite la comunicación con Fuentelespino de Haro y Rada de Haro. Además, una carretera local conecta la carretera nacional con Carrascosa de Haro. 
El relieve del municipio es el característico de la comarca a la pertenece, pero en el que predominan los cerros a los llanos. Al norte y al noreste aparece una zona más elevada, que incluye la Sierra de Haro y la Sierra de Villa, entre las que discurre el río Záncara, que hace de límite con Villar de la Encina. Al este destaca otra elevación aislada llamada Sierra Nevada (890 metros). La altitud oscila entre los 902 metros (Sierra de Haro) y los 760 metros a orillas del río Záncara. El pueblo se alza a 824 metros sobre el nivel del mar. 
| Noroeste: Belmonte | Norte: Fuentelespino de Haro | Nordeste: Alconchel de la Estrella, Villalgordo del Marquesado |
| Oeste: Belmonte    |                              | Este: Villar de la Encina, Carrascosa de Haro                  |
| Suroeste: Belmonte | Sur: Belmonte                | Sureste: Rada de Haro                                          |

Existe un exclave llamado Dehesa de Alcahozo que limita con Rada de Haro, Carrascosa de Haro, La Alberca de Záncara y Las Pedroñeras.
El clima es mediterráneo templado, con temperatura media anual de 12 °C a 14 °C y una pluviometría de 350 a 700 mm. Con las elevadas temperaturas en verano y bajas en invierno, característico de un clima continental de interior de la península ibérica.
La vegetación autóctona, está compuesta principalmente por matorrales (tomillo, morquera, espliego, aulaga) encinas y chaparros.

## Demografía
Villaescusa de Haro cuenta con una población de 459 habitantes (INE 2024).
| Gráfica de evolución demográfica de Villaescusa de Haro entre 1842 y 2021                                           |
| |
| Población de derecho según los censos de población del INE Población de hecho según los censos de población del INE |

## Economía
La principal fuente de ingresos de la localidad se basa en la agricultura y la ganadería.

## Administración y política
| Periodo   | Nombre                     | Partido                                  |
| --------- | -------------------------- | ---------------------------------------- |
| 1979-1983 | Francisco Hermosilla López | UCD                                      |
| 1983-1987 | Francisco Hermosilla López | AP                                       |
| 1987-1991 | Balbino Millán Pérez       | AP (Alianza Popular)                     |
| 1991-1995 | Balbino Millán Pérez       | PP (Partido Popular)                     |
| 1995-1999 | Balbino Millán Pérez       | PP (Partido Popular)                     |
| 1999-2003 | Balbino Millán Pérez       | VHI (Villaescusa de Haro Independientes) |
| 2003-2007 | Balbino Millán Pérez       | VHI (Villaescusa de Haro Independientes) |
| 2007-2011 | Balbino Millán Pérez       | VHI (Villaescusa de Haro Independientes) |
| 2011-2015 | Cayetano J. Solana Ciprés  | PP (Partido Popular)                     |
| 2015-2019 | Cayetano J. Solana Ciprés  | PP (Partido Popular)                     |
| 2019-2023 | Cayetano J. Solana Ciprés  | PP (Partido Popular)                     |
| 2023-act. | Cayetano J. Solana Ciprés  | PP (Partido Popular)                     |

## Patrimonio
En el pueblo existen edificios notables como son los que componen la antigua universidad (non nata). Ésta estuvo cerca de ser una gran universidad hasta la muerte de la reina Isabel la Católica, momento en el que se encargó de su regencia el cardenal Cisneros, y ordenó que se construyera una nueva Universidad en Alcalá de Henares.
La importante riqueza monumental de Villaescusa de Haro queda patente en algunos de los siguientes monumentos:

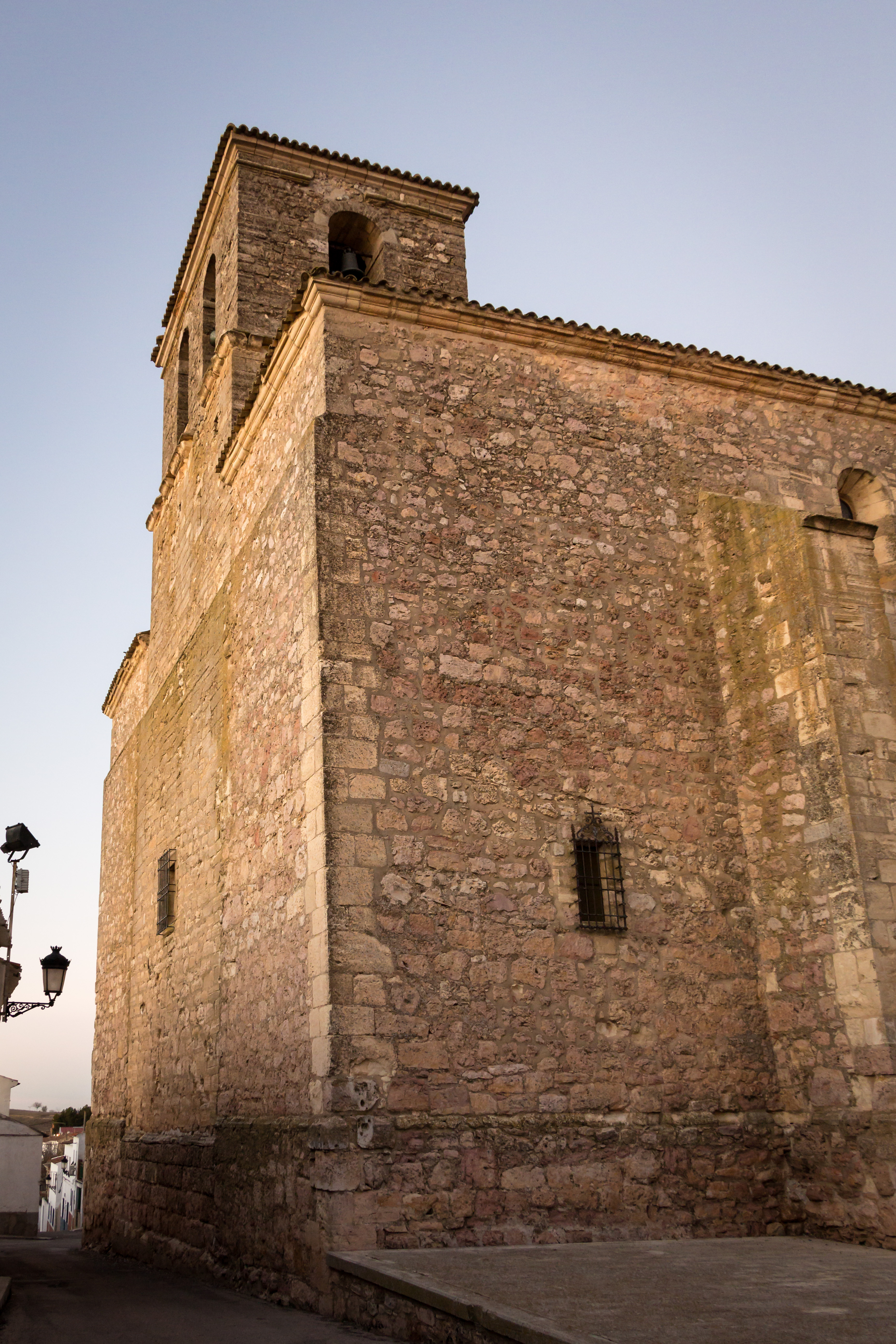
Iglesia de San Pedro Apóstol

- Iglesia parroquial de San Pedro: En la que destaca el retablo de la Asunción. Es monumento nacional desde 1931.

La primitiva fábrica de esta iglesia probablemente se remontaría a finales del siglo XII o a principios del siglo XIV. La actual, bien por destrucción o profundas reformas de la fundación original, es bastante posterior, siendo realizada en estilo gótico tardío y renacimiento en lo fundamental. Consta de tres naves de igual altura, la central más ancha, rematándose todas ellas mediante capillas cubiertas por medias naranjas rebajadas en el cabecero y por coro y capillas laterales al mismo en los pies.
Las naves quedan separadas entre sí por grandes pilastras circulares de orden dórico que, en número de ocho (de las cuales seis quedan exentas), sostienen los arcos formeros que delimitan la cubrición de las naves (de medio cañón con lunetos en los laterales y de aristas en la central) en los tres tramos que quedan definidas.

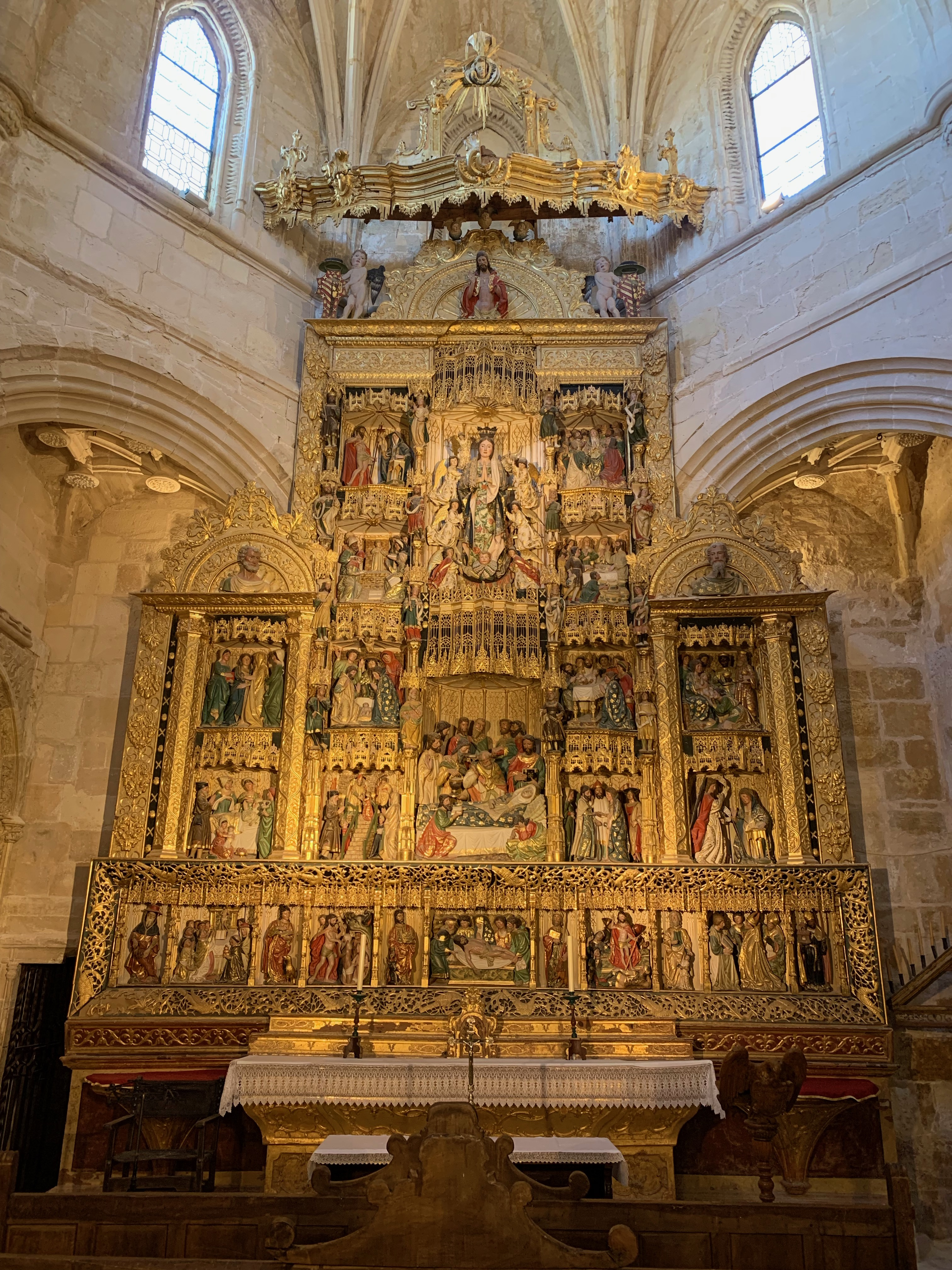
Capilla de la Asunción, Iglesia de San Pedro de Villaescusa de Haro

A la izquierda del presbiterio se encuentra la capilla de la Asunción, de estilo gótico tardío y cubierta por crucería y separada en la nave por rejería del siglo XVI. A la izquierda y derecha del piecero hay capillas, una de ellas bautismal, cubiertas por media naranja separadas por rejería de madera de bolillos. Tras el cabecero está la sacristía. Cancelas de buena labra en los accesos.
El exterior presenta, destacándose de la volumetría del conjunto, los volúmenes parciales de las susodichas capillas y sacristía. Cuenta con una buena portada de estilo renacentista que, situada entre dos contrafuertes, sirve de acceso lateral, se compone según arcada de medio punto adovelada entre pilastrillas, circulares pareadas que se rematan por escudo y hornacina (asimismo ordenada) al centro y por pináculo lateralmente. Se unen ambas composiciones por moldura curvilínea a modo de voluta. Decoración, profusa, en dovelas, enjuntas,... en la hornacina, venera.
Opuesta a ella y a atrio, portada de sencillo diseño asimismo de medio punto y adovelada con moldura recercándola a modo de alfiz. Centrada en el piecero, torre campanario. Fábrica de mampostería con sillar de la esquina, contrafuertes y lienzos en portada.
- Colegio universitario:

Este edificio, realizado en estilo renacimiento (recuerda el estilo de Francisco Colonia), se compone según planta rectangular, alargada, de distintas alturas dependiendo de las fachadas por su adaptación topográfica. Conserva la disposición y diseño primitivos de la fenestación. La fábrica es de mampostería con sillares en esquinas y rematada con cornisa de piedra moldurada, destaca sobre la silueta del conjunto de la que constituye hito de importancia y gran calidad.
Observaciones:
Mandoz habla de este edificio como fundado por Diego Ramírez de Fuenleal para establecer una universidad. Parece ser, sin embargo, que el edificio lo fue por el obispo Ramírez y no llegó a terminarse nunca por la fundación de la Universidad Complutense (Alcalá). En la actualidad, de propiedad privada, se destina a uso residencial y agropecuario.
- Ayuntamiento: Antiguo Palacio de los Ramírez de Arellano.
- Iglesia de las monjas.
- Ruinas del Claustro de los Dominicos.
- Fuente romana.
- Castillo de Haro: del que solo se conservan algunos restos. De planta cuadrada con cubos en cada esquina. Del interior no se conserva nada. La fábrica es de sillería revestida de sillarejo y se encuentra muy deteriorada en la su base.

- Quedan restos apreciables de un segundo recinto amurallado, asimismo con torres circulares en los ángulos. Situación dominante en un cerro a orillas del río y lagunas de Haro, primitivamente dispuso de caserío en sus inmediaciones.

## Fiestas
- San Isidro Labrador (15 de mayo)
- La Virgen del Favor y Ayuda (15 de agosto)
- El Santo Cristo de la Expiración (14 de septiembre)